# Championnat du monde de Formule 1 1981
Navigation
1980 1982
Le championnat du monde de Formule 1 1981 a été remporté par le Brésilien Nelson Piquet sur une Brabham-Ford. Williams remporte le championnat du monde des constructeurs.
Au départ du dernier Grand Prix de la saison, trois pilotes, Carlos Reutemann, Nelson Piquet et Jacques Laffite restent en lice pour le sacre. En marquant deux points quand Reutemann n'en marque pas et  Laffite un seul, Piquet remporte le titre.

## Règlement sportif
- L'attribution des points s'effectue selon le barème 9, 6, 4, 3, 2, 1.
- Seuls les 11 meilleurs résultats sont retenus.

## Règlement technique
- Moteurs atmosphériques : 3 000 cm³ ;
- Moteurs suralimentés : 1 500 cm³ ;
- 12 cylindres maximum ;
- Interdiction des jupes coulissantes ;
- Poids minimum : 585 kg[1].

## Pilotes et monoplaces
| Écurie                                         | Constructeur | Châssis        | Moteur           | Pneus | no | Pilotes               |
| ---------------------------------------------- | ------------ | -------------- | ---------------- | ----- | -- | --------------------- |
| Albilad-Williams Racing Team TAG Williams Team | Williams     | FW07C FW07D    | Ford V8          | M G   | 1  | Alan Jones            |
| Albilad-Williams Racing Team TAG Williams Team | Williams     | FW07C FW07D    | Ford V8          | M G   | 2  | Carlos Reutemann      |
| Tyrrell Racing Team                            | Tyrrell      | 010 011        | Ford V8          | M A G | 3  | Eddie Cheever         |
| Tyrrell Racing Team                            | Tyrrell      | 010 011        | Ford V8          | M A G | 4  | Kevin Cogan           |
| Tyrrell Racing Team                            | Tyrrell      | 010 011        | Ford V8          | M A G | 4  | Ricardo Zunino        |
| Tyrrell Racing Team                            | Tyrrell      | 010 011        | Ford V8          | M A G | 4  | Michele Alboreto      |
| Parmalat Racing Team                           | Brabham      | BT49C BT50     | Ford V8          | M G   | 5  | Nelson Piquet         |
| Parmalat Racing Team                           | Brabham      | BT49C BT50     | Ford V8          | M G   | 6  | Héctor Rebaque        |
| Marlboro McLaren International                 | McLaren      | M29F MP4/1     | Ford V8          | M     | 7  | John Watson           |
| Marlboro McLaren International                 | McLaren      | M29F MP4/1     | Ford V8          | M     | 8  | Andrea De Cesaris     |
| Team ATS                                       | ATS          | D4 D5          | Ford V8          | A M   | 9  | Jan Lammers           |
| Team ATS                                       | ATS          | D4 D5          | Ford V8          | A M   | 9  | Slim Borgudd          |
| Team ATS                                       | ATS          | D4 D5          | Ford V8          | A M   | 10 |                       |
| Team Essex Lotus John Player Team Lotus        | Lotus        | 81B 87 88 88B  | Ford V8          | M G   | 11 | Elio De Angelis       |
| Team Essex Lotus John Player Team Lotus        | Lotus        | 81B 87 88 88B  | Ford V8          | M G   | 12 | Nigel Mansell         |
| Ensign Racing                                  | Ensign       | N180B          | Ford V8          | A M   | 14 | Marc Surer            |
| Ensign Racing                                  | Ensign       | N180B          | Ford V8          | A M   | 14 | Ricardo Londoño       |
| Ensign Racing                                  | Ensign       | N180B          | Ford V8          | A M   | 14 | Eliseo Salazar        |
| Équipe Renault Elf                             | Renault      | RE20B RE30     | Renault V6T      | M     | 15 | Alain Prost           |
| Équipe Renault Elf                             | Renault      | RE20B RE30     | Renault V6T      | M     | 16 | René Arnoux           |
| March Grand Prix Team                          | March        | 811            | Ford V8          | A M   | 17 | Derek Daly            |
| March Grand Prix Team                          | March        | 811            | Ford V8          | A M   | 17 | Eliseo Salazar        |
| March Grand Prix Team                          | March        | 811            | Ford V8          | A M   | 18 | Eliseo Salazar        |
| March Grand Prix Team                          | March        | 811            | Ford V8          | A M   | 18 | Derek Daly            |
| Fittipaldi Automotive                          | Fittipaldi   | F8C            | Ford V8          | M A P | 20 | Keke Rosberg          |
| Fittipaldi Automotive                          | Fittipaldi   | F8C            | Ford V8          | M A P | 21 | Chico Serra           |
| Marlboro Team Alfa Romeo                       | Alfa Romeo   | 179B 179C 179D | Alfa Romeo V12   | M     | 22 | Mario Andretti        |
| Marlboro Team Alfa Romeo                       | Alfa Romeo   | 179B 179C 179D | Alfa Romeo V12   | M     | 23 | Bruno Giacomelli      |
| Équipe Talbot Gitanes                          | Ligier       | JS17           | Matra Sports V12 | M     | 25 | Jean-Pierre Jarier    |
| Équipe Talbot Gitanes                          | Ligier       | JS17           | Matra Sports V12 | M     | 25 | Jean-Pierre Jabouille |
| Équipe Talbot Gitanes                          | Ligier       | JS17           | Matra Sports V12 | M     | 25 | Patrick Tambay        |
| Équipe Talbot Gitanes                          | Ligier       | JS17           | Matra Sports V12 | M     | 26 | Jacques Laffite       |
| Scuderia Ferrari SpA SEFAC                     | Ferrari      | 126 CK         | Ferrari V6T      | M     | 27 | Gilles Villeneuve     |
| Scuderia Ferrari SpA SEFAC                     | Ferrari      | 126 CK         | Ferrari V6T      | M     | 28 | Didier Pironi         |
| Ragno Arrows Beta Racing Team                  | Arrows       | A3             | Ford V8          | M P   | 29 | Riccardo Patrese      |
| Ragno Arrows Beta Racing Team                  | Arrows       | A3             | Ford V8          | M P   | 30 | Siegfried Stohr       |
| Ragno Arrows Beta Racing Team                  | Arrows       | A3             | Ford V8          | M P   | 30 | Jacques Villeneuve    |
| Osella Squadra Corse                           | Osella       | FA1B FA1C      | Ford V8          | M     | 31 | Miguel Angel Guerra   |
| Osella Squadra Corse                           | Osella       | FA1B FA1C      | Ford V8          | M     | 31 | Piercarlo Ghinzani    |
| Osella Squadra Corse                           | Osella       | FA1B FA1C      | Ford V8          | M     | 31 | Beppe Gabbiani        |
| Osella Squadra Corse                           | Osella       | FA1B FA1C      | Ford V8          | M     | 32 | Beppe Gabbiani        |
| Osella Squadra Corse                           | Osella       | FA1B FA1C      | Ford V8          | M     | 32 | Piercarlo Ghinzani    |
| Osella Squadra Corse                           | Osella       | FA1B FA1C      | Ford V8          | M     | 32 | Giorgio Francia       |
| Osella Squadra Corse                           | Osella       | FA1B FA1C      | Ford V8          | M     | 32 | Jean-Pierre Jarier    |
| Theodore Racing Team                           | Theodore     | TY01           | Ford V8          | A G   | 33 | Patrick Tambay        |
| Theodore Racing Team                           | Theodore     | TY01           | Ford V8          | A G   | 33 | Marc Surer            |
| Candy Toleman Motorsport                       | Toleman      | TG181          | Hart L4T         | P     | 35 | Brian Henton          |
| Candy Toleman Motorsport                       | Toleman      | TG181          | Hart L4T         | P     | 36 | Derek Warwick         |

## Résumé du championnat du monde 1981
Pour la première fois depuis de longues années, le championnat ne débute pas dans l'hémisphère sud mais en Californie dans les rues de Long Beach. C'est sous forme de polémique que s'ouvre la saison. Afin de limiter l'effet de sol des voitures, le pouvoir sportif a en effet imposé une garde au sol de six centimètres. Les deux ingénieurs les plus rusés s'empressent de contourner ce point du règlement en faisant en sorte que la voiture respecte ces six centimètres à l'arrêt, pour les contrôles techniques, mais pas en course. Si l'ambitieuse et très complexe Lotus 88 à double-châssis de Colin Chapman est imméditament déclarée illégale, il n'en est pas de même pour la Brabham à assiette variable conçue par Gordon Murray validée par le pouvoir sportif. Sur la piste, Riccardo Patrese crée la sensation en réalisant la pole et en dominant le début de course au volant de l'inattendue Arrows. Mais à la suite d'une défaillance technique, la victoire revient à la Williams du champion du monde en titre Alan Jones devant son coéquipier Carlos Reutemann. Nouveau doublé Williams au Brésil, mais dans le désordre : désobéissant ouvertement aux consignes d'équipe, Reutemann refuse de céder la victoire à Jones et s'impose facilement. Les visages crispés au sein de l'écurie britannique après la course témoignent du malaise ainsi créé. 
En Argentine, grâce à sa deuxième place, Reutemann prend seul les commandes du championnat tandis que Piquet met enfin à profit l'avantage conféré par sa Brabham à assiette variable pour s'imposer. Il récidive à Imola alors que la concurrence commence à s'inspirer de la Brabham pour contourner à son tour la règle des six centimètres. Encore sur le podium, Reutemann conserve la tête du championnat. 
En Belgique, Jones semble en mesure de revenir au contact de son coéquipier et désormais ennemi déclaré au championnat mais en partant à la faute il concède au contraire une nouvelle douloureuse défaite à Reutemann, lequel profite également de l'abandon de Piquet (furieux après avoir été sorti par Jones en début de course) pour prendre le large au championnat. 
La bagarre entre les Williams et Piquet est mise entre parenthèses lors des deux épreuves suivantes, les Grand Prix de Monaco et d'Espagne sont en effet marqués par deux démonstrations de virtuosité de Gilles Villeneuve qui, au volant d'une Ferrari turbo encore particulièrement rétive, s'offre deux succès consécutifs sur des tracés pourtant a priori peu favorables à sa monture. Il décroche sa victoire la plus marquante à Jarama où après avoir profité de l'abandon précoce du leader Alan Jones (encore parti à la faute), il résiste à la meute des poursuivants emmenée par la Ligier de Jacques Laffite. Sur la ligne d'arrivée, les cinq premiers terminent groupés en à peine plus d'une seconde. Piquet victime de trois accidents en trois courses, Reutemann est à nouveau le grand bénéficiaire de cette fin de printemps. À l'approche du Grand Prix de France il compte en effet 13 points d'avance sur Jones et 15 sur Piquet. 
En France, Piquet manque une occasion de se relancer au championnat. Piégé par la pluie qui interrompt la course et donne lieu à une deuxième manche, il est battu par Alain Prost, dont c'est la toute première victoire en Formule 1. Signe du retour en forme des Renault, Prost manque également de peu la victoire à Silverstone mais une casse moteur l'oblige à céder la victoire à son ancien coéquipier John Watson qui fait renouer la prestigieuse écurie McLaren avec le succès. 
En Allemagne, après avoir pris coup sur coup le meilleur sur les Williams et les Renault, Piquet remporte son troisième succès de la saison qui, combiné à l'abandon de Reutemann, lui permet de revenir à 8 points du pilote argentin. 
En Autriche, de plus en plus performant après un début de saison raté, Laffite décroche sa première victoire. Grâce à deux victoires coup sur coup à Zandvoort et à Monza, Prost s'invite dans la lutte pour le titre mondial. Avec 49 points, Reutemann qui est en perte de vitesse depuis plusieurs courses n'a plus que 3 unités d'avance sur Piquet et 12 sur Prost alors qu'il ne reste que deux épreuves à disputer. 
Au Canada, dans une épreuve perturbée par la pluie, Piquet accroche les deux points de la cinquième place tandis que Reutemann à la dérive termine hors des points. Piquet revient donc à un seul point de Reutemann au championnat. Victime d'un accrochage avec Mansell Prost a dû abandonner et perd du même coup ses dernières chances d'être titré. Un autre Français se relance : le vainqueur du jour, Jacques Laffite qui, sous la pluie, a su tirer le meilleur parti de la progressivité de son V12 Matra, et pointe à 6 longueurs de Reutemann au moment d'aborder la finale du championnat organisée sur le parking du Caesars Palace à Las Vegas.
S'élançant de la pole position, Reutemann aborde l'épreuve américaine avec un ascendant sur ses deux rivaux pour le titre mondial. Mais il sait qu'il ne pourra pas compter sur l'aide de son coéquipier Alan Jones à ses côtés sur la première ligne. Jones, qui ne dissimule pas son antipathie pour le pilote argentin, a annoncé sa retraite et compte bien jouer sa carte personnelle et se retirer en beauté. Dès le départ, Jones s'impose en force à Reutemann et s'envole irrésistiblement. Prudent, ce dernier sait que l'enjeu de la course se situe derrière lui et prefère contrôler les évolutions de Piquet et Laffite. Handicapé par des soucis de boîte de vitesses, Reutemann va progressivement perdre pied, offrant le titre à Piquet. Victime de sa condition physique, le Brésilien connait une fin de course terrible sous le soleil du Nevada, victime de nausées et de vomissements, il termine la course à l'agonie et ne sauve que d'extrême justesse sa cinquième place synonyme de titre mondial. Quant à Laffite, malgré un beau début de course, il n'aura jamais été en position d'être titré.

## Grands Prix de la saison 1981
Initialement prévu le 4 octobre, le Grand Prix des États-Unis, disputé à Watkins Glen, est annulé.
| no  | Date         | Grand Prix                      | Lieu           | Vainqueur         | Écurie        | Pole position     | Record du tour    | Résumé |
| --- | ------------ | ------------------------------- | -------------- | ----------------- | ------------- | ----------------- | ----------------- | ------ |
| 343 | 15 mars      | Grand Prix des États-Unis Ouest | Long Beach     | Alan Jones        | Williams-Ford | Riccardo Patrese  | Alan Jones        | Résumé |
| 344 | 29 mars      | Grand Prix du Brésil            | Jacarepaguá    | Carlos Reutemann  | Williams-Ford | Nelson Piquet     | Marc Surer        | Résumé |
| 345 | 12 avril     | Grand Prix d'Argentine          | Buenos Aires   | Nelson Piquet     | Brabham-Ford  | Nelson Piquet     | Nelson Piquet     | Résumé |
| 346 | 3 mai        | Grand Prix de Saint-Marin       | Imola          | Nelson Piquet     | Brabham-Ford  | Gilles Villeneuve | Gilles Villeneuve | Résumé |
| 347 | 17 mai       | Grand Prix de Belgique          | Zolder         | Carlos Reutemann  | Williams-Ford | Carlos Reutemann  | Carlos Reutemann  | Résumé |
| 348 | 31 mai       | Grand Prix de Monaco            | Monaco         | Gilles Villeneuve | Ferrari       | Nelson Piquet     | Alan Jones        | Résumé |
| 349 | 21 juin      | Grand Prix d'Espagne            | Jarama         | Gilles Villeneuve | Ferrari       | Jacques Laffite   | Alan Jones        | Résumé |
| 350 | 5 juillet    | Grand Prix de France            | Dijon-Prenois  | Alain Prost       | Renault       | René Arnoux       | Alain Prost       | Résumé |
| 351 | 18 juillet   | Grand Prix de Grande-Bretagne   | Silverstone    | John Watson       | McLaren-Ford  | René Arnoux       | René Arnoux       | Résumé |
| 352 | 2 août       | Grand Prix d'Allemagne          | Hockenheim     | Nelson Piquet     | Brabham-Ford  | Alain Prost       | Alan Jones        | Résumé |
| 353 | 16 août      | Grand Prix d'Autriche           | Österreichring | Jacques Laffite   | Ligier-Matra  | René Arnoux       | Jacques Laffite   | Résumé |
| 354 | 30 août      | Grand Prix des Pays-Bas         | Zandvoort      | Alain Prost       | Renault       | Alain Prost       | Alan Jones        | Résumé |
| 355 | 13 septembre | Grand Prix d'Italie             | Monza          | Alain Prost       | Renault       | René Arnoux       | Carlos Reutemann  | Résumé |
| 356 | 27 septembre | Grand Prix du Canada            | Montréal       | Jacques Laffite   | Ligier-Matra  | Nelson Piquet     | John Watson       | Résumé |
| 357 | 17 octobre   | Grand Prix de Las Vegas         | Las Vegas      | Alan Jones        | Williams-Ford | Carlos Reutemann  | Didier Pironi     | Résumé |

| Date      | Grand Prix                  | Lieu    | Vainqueur        | Écurie        | Pole position | Record du tour   | Résumé |
| --------- | --------------------------- | ------- | ---------------- | ------------- | ------------- | ---------------- | ------ |
| 7 février | Grand Prix d'Afrique du Sud | Kyalami | Carlos Reutemann | Williams-Ford | Nelson Piquet | Carlos Reutemann | Résumé |

## Classement des pilotes
| Classement | Pilote            | Points |
| ---------- | ----------------- | ------ |
| Champion   | Nelson Piquet     | 50     |
| 2e         | Carlos Reutemann  | 49     |
| 3e         | Alan Jones        | 46     |
| 4e         | Jacques Laffite   | 44     |
| 5e         | Alain Prost       | 43     |
| 6e         | John Watson       | 27     |
| 7e         | Gilles Villeneuve | 25     |
| 8e         | Elio De Angelis   | 14     |
| 9e         | René Arnoux       | 11     |
| 10e        | Héctor Rebaque    | 11     |
| 11e        | Riccardo Patrese  | 10     |
| 12e        | Eddie Cheever     | 10     |
| 13e        | Didier Pironi     | 9      |
| 14e        | Nigel Mansell     | 8      |
| 15e        | Bruno Giacomelli  | 7      |
| 16e        | Marc Surer        | 4      |
| 17e        | Mario Andretti    | 3      |
| 18e        | Andrea De Cesaris | 1      |
| 19e        | Patrick Tambay    | 1      |
| 20e        | Slim Borgudd      | 1      |
| 21e        | Eliseo Salazar    | 1      |

## Classement des constructeurs
| Classement | Écurie          | Points |
| ---------- | --------------- | ------ |
| Champion   | Williams-Ford   | 95     |
| 2e         | Brabham-Ford    | 61     |
| 3e         | Renault         | 54     |
| 4e         | Ligier-Matra    | 44     |
| 5e         | Ferrari         | 34     |
| 6e         | McLaren-Ford    | 28     |
| 7e         | Lotus-Ford      | 22     |
| 8e         | Arrows-Ford     | 10     |
| 9e         | Alfa Romeo      | 10     |
| 10e        | Tyrrell-Ford    | 10     |
| 11e        | Ensign-Ford     | 5      |
| 12e        | Theodore-Ford   | 1      |
| 13e        | ATS-Ford        | 1      |
| 14e        | March-Ford      | 0      |
| 15e        | Fittipaldi-Ford | 0      |
| 16e        | Osella-Ford     | 0      |
| 17e        | Toleman-Hart    | 0      |